# Rhyothemis semihyalina
Rhyothemis semihyalina – gatunek ważki z rodziny ważkowatych (Libellulidae). Szeroko rozpowszechniony – występuje w Afryce Subsaharyjskiej, na wyspach w zachodniej części Oceanu Indyjskiego, w tym Madagaskarze, Seszelach, Komorach, Mauritiusie i Reunionie, plamowo w Azji Zachodniej po Gruzję i Azerbejdżan na północy i Iran na wschodzie. Izolowane populacje z północno-wschodniej Algierii, Izraela i Sokotry wymarły.
W RPA imago lata od listopada do końca maja. Długość ciała 34–35 mm. Długość tylnego skrzydła 31–32 mm.